# Sahl Kirke (Viborg Kommune)
 For alternative betydninger, se Sahl Kirke. (Se også artikler, som begynder med Sahl Kirke)
Sahl Kirke ligger i byen Sahl 5 km syd for Bjerringbro.
På sydsiden af koret findes en skakbrætsten med 7 vandrette og 9 lodrette rækker.